# Чжухуэй
Чжухуэ́й (кит. упр. 珠晖, пиньинь Zhūhuī) — район городского подчинения городского округа Хэнъян провинции Хунань (КНР). Район получил название по находящемуся на его территории памятнику архитектуры — пагоде Чжухуэй.

## История
Когда в 1943 году из уезда Хэнъян был выделен город Хэнъян, он был разделён на 8 районов, и в этих местах находился район №5. В 1951 году схема административного деления Хэнъяна была изменена, и эти места стали районом №3. В 1955 году район №3 был переименован в район Цзяндун (江东区).
Постановлением Госсовета КНР от 8 февраля 1983 года был расформирован округ Хэнъян, его административные единицы перешли под юрисдикцию властей города Хэнъян, превратившегося таким образом в городской округ.
Постановлением Госсовета КНР от 4 апреля 2001 года старые районы Хэнъяна были упразднены; из бывшего района Цзяндун и части бывшего Пригородного района был образован район Чжухуэй.

## Административное деление
Район делится на 7 уличных комитетов, 1 посёлок и 2 волости.